# Даранд-Хирхир
Даранд-Хирхир (араб. داراند خلرخلر‎, Darand Ḫirḫīr) — средневековый древнекыргызский город на территории Минусинской котловины. Был упомянут в 1154 году в Книге Рожера наряду с кыргызскими городами Хакан-Хирхир, Нашран и Хирхир (упоминается дважды).

## Этимоголия
Значение названия «Даранд-Хирхир» реконструируется как «Дарбанд-Хирхир» или «Дарбанд хирхиров», то есть «запертые ворота» или крепость. Приписка «дарбанд» использовалось в персидских названиях городов, ее получали пограничные поселения, которые располагались по стратегически важным проходам и перевалам.

## Археологические сведения
На землях енисейских кыргызов имелись стратегически важные горные проходы, связывавшие их страну с другими странами и народами. Эти маршруты пролегали через Западный Саян (Кегмен), один из них проходил через долину р. Кем, пересекающая Саяны с юга на север. В зимнее время года путь в страну кыргызов становился наиболее быстрым и легким, за счет замерзания реки. В целях защиты от нападений с юга кыргызами было построено укрепление у выхода реки из горного ущелья. В местности, где ныне находится Майнская ГЭС была возведена крепостная стена между высокой скалой и восточным берегом реки. Первые сведения о местном укреплении были получены в 1735 г., когда основанный русскими казаками город Красноярск посетил Г.Ф. Миллер. На основании полученных данных он записал, что укрепление имело вид полумесяца, обращённого в сторону реки. Исследователями было записано местное название лесистой горы — «Умай-тайга». В 1739 г. название горы было записано уже как «Омай-таг»,  а в 1772 г. было зафиксировано местное название «Омай-тура».
В 1973 и 1980-е гг. были проведены археологические раскопки, выяснившие, что история укрепления делится на три периода. Основываясь по находкам керамики, первый период был связан с эпохой хунну, второй — с ранним средневековьем (VIII—IX вв.), третий — с периодом правления монгольского хана Ловсана. В период раннего средневековья сооружено состояло из каменно-земляного вала (1–1,5 м. в высоту) и рва (0,7–0,9 м. в глубину, до 5 м. в ширину). Снаружи был облицована каменной кладкой, а также дополнена стеной из бревен. Это сооружение было длинной в более 250 м. и перегораживала долину между руслом р. Енисей и скалами на восточном берегу реки. Для пропуска мирного населения или союзных войск через стены и ров был сооружен проход, закрывающийся мощными деревянными воротами из березы (диаметр около 25–25 см.). В зимнее время года эта стена продолжалась вмороженным в лед р. Енисей берёзовым заграждением, позволявшая полностью перекрывать движение по самой удобной дороге через Саяны. Зимой 710—711 гг. это укрепление заставило тюркские войска отказаться от короткой дороги по льду Енисея, поменяв маршрут на труднодоступную горную тропу в верховьях р. Абакан. В надписи Тоньюкука кыргызское укреплён описано словом «тумыш» (‘закрывать‘, ‘преграждать‘).

## История и описание

Города Кыргызского каганата на карте Мухаммада аль-Идриси, ветка под номером III, справа

Город Даранд-Хирхир упоминается наряду с четырьмя (в некоторых источниках пяти) городами енисейских кыргызов в Книге Рожера. Город служил перевалочным пунктом и городом-крепостью, которые защищал проходы через Саянские горы. Гарнизон города имел возможность одновременно защищать и контролировать зимний маршрут по реке Енисей и летний маршрут через горы восточнее реки Енисей.

## Местонахождение
Исследователи локализуют город Даранд-Хирхир на южных окраинах Минусинской котловины, связывая его с останками одного из двух обнаруженных городищ.